# Apamea marshallana
Apamea marshallana là một loài bướm đêm trong họ Noctuidae.